# Дача Шішмана «Рів'єра»
Дача І. Шішімана «Рів'єра» — пам'ятка архітектури. Вона була побудована 1910 р. в місті Євпаторія на вулиці Набережній (зараз будівля знаходиться за адресою вул. Урицького, 7/3, літер «9» (наб. Горького, 8)). Архітектор цієї будівлі невідомий, але за словами старожилів — це був П. Я. Сеферов. У путівнику по Євпаторії, який був виданий З. Б. Кагановичем 1914 року, дача І. Шішімана «Рів'єра» віднесена до найкращих дач Євпаторії. Представники роду Шішіман зробили значний внесок в розвиток міста Євпаторії.

## Історія
З самого початку будинок використовувався для прийому відпочивальників. Будинок містив 20 зручно обставлених кімнат, був обладнаний водопроводом та електричним освітленням. У дворі очі відпочивальників радував красивий квітник, а попереду біля будинку був розташований пляж і неглибоке море. Через деякий час в 1928 р. дана будівля стала одним з корпусів санаторію «Ударник». Лише після Великої Вітчизняної війни було розібрано одну із будівель дачі (ліворуч від головного входу), і на цьому місці було продовжено парк санаторію.

## Архітектура
Дача І.Шішмана «Рів'єра» відноситься до дач змішаного типу. Тобто, посередині саду знаходиться сама будівля дачі та зимове приміщення, а по сторонам саду розташований ряд кабінок.

## Статус
Дача І. Шішімана «Рів'єра» є пам'яткою архітектури і внесена до реєстру пам'яток місцевого і національного значення Автономної Республіки Крим.